# Statsorganiserad brottslighet
Statsorganiserad brottslighet, ibland statsbrott, är brott som organiseras av en stat. Det kan antingen föras till gruppen organiserad brottslighet, eller föras till den politiska brottsligheten och innefatta brott som folkmord. Fenomenet är gammalt, och kan exemplifieras med sjöröverier under Christoffer Columbus tid. Dock finns en sentida tendens att stater blir allt mera kontrollerade av kriminella nätverk, något som när det förekommer kallas maffiastater. Statsorganiserad brottslighet är per definition en grov variant av korruption, jämför även kleptokrati.

## Aktörer
I termen innefattas sådant som att staten i sin våldsmakt (polis, militär) begår övergrepp mot de egna medborgarna. Statsbrott kan också definieras som brott som statsanställda begår för egen eller statens skull, när gränsen mellan lagen och dessa personers myndighetsutövning blir komplicerad, eftersom myndighetsutövningen i sig är själva lagen.
Ett problem med termen är att den inte skiljer mellan regering och statsapparaten, vilkas brott kan ha olikartade karaktärer. Svårigheten att reglera statsorganiserad brottslighet hänger också samman med att den juridiska kontrollen av en av, eller båda, dessa grupper av staten är bristfällig i många länder.

## Typer av brott
Statsorganiserad brottslighet kan avse företeelser som att staten befordrar valfusk till allmänna val, propaganda, sjöröveri, smuggling, lönnmord, brottsliga konspirationer, förföljelser av dissidenter, illegal vapenhandel, understödjande av terrorism (så kallad statsterrorism), narkotikabrott, mutbrott, penningatvätt, och läkemedelsbrott. Till statsbrott kan också föras krigsbrott (våldtäkter under krig, andra attacker på civila), statsunderstödd svält av civila, förslavning, spridande av dödlig smitta, och uppgjorda matcher inom sport. En del av fallen handlar om social kontroll av medborgarna, andra om transnationell brottslighet som påverkar andra stater eller deras medborgare, och ytterligare några om enskild ekonomisk vinning för aktörerna (kleptokrati). Uppgjorda matcher inom sport är ett fall där aktörerna kan motiveras av den ekonomiska vinningen, andra fall kan vara mera politiskt motiverade. Regeringar kan hotas till att ge vika för kriminella krav av rädsla, och i länder där lagens företrädare är underbetalda förekommer oftare mutor vilket i förlängningen leder till att en stat inte kan attackera kriminella nätverk; rättsapparaten är redan infiltrerad av den.

## Maffiastater
Organiserad brottslighet har vanligen förknippats med maffia, och tolkats i termer av parallellsamhälle. I de fall när maffia har en stor makt över ett samhälle och över statens representanter, talas det också om maffiastat, när staten är innästlad i den organiserade brottsligheten. Exempel på sådana verksamheter är när kriminella nätverk donerar pengar till politiska kampanjer, när statens företrädare är involverade i narkotikahandel, och när företrädare för kriminella nätverk mutar eller hotar sig till åtråvärda positioner inom näringslivet.
Detta problem har tilltagit, vilket brukar förklaras med den ekonomiska krisen under 2000-talet. Ju fler utbildade arbetslösa, desto fler har den ekonomiska motivationen att begå brott. Den ekonomiska krisen har lett till lägre anslag och mindre donationer till välgörenhet och välfärdssektorn, varmed donationer från kriminella nätverk blivit accepterade, och grupperna därigenom fått större social acceptans.
Fenomenet maffiastat utmanar den konventionella bilden av brottslingar, att dessa skulle leva i samhällets utkanter och vara marginaliserade. Grupper som ägnar sig åt kriminalitet finns dock i flera länder inom politiken och inom näringslivet, bland annat genom familjeband och vänkretsar. Sådana maffiastater har blivit ett allt större hot mot den internationella säkerheten. Sådana tendenser gör brottsbekämpningen svårare, eftersom grupperna inte bara har förmögenheten att muta eller betala de dyraste advokaterna, utan också kan åtnjuta lojaliteten från domare, parlamentsledamöter, polischefer, diplomater, och spioner. Ytterligare ett problem är allmänhetens okunskap om att fenomenet existerar, eller inser skadan eller faran i fall de kommer i kontakt med. Maffiastater uppstår i maktvakuum dit staten inte når med sin brottsbekämpning. Sådana maktvakuum kan vara kriminella ungdomsgäng eller situationen efter en revolution. Om inte staten snabbt får kontroll över sådana vakuum har dock historien visat att gängen snabbt korrumperat statsapparaten, detta till exempel genom att erbjuda beskyddarverksamhet, jämför tjuvar i lagen.

## Offer
Brott har vanligen offer. Offer för statsorganiserad brottslighet tillhör oftast de mest resurssvaga individerna i staten, de klandras oftast för att själva ha orsakat sina lidanden, de måste ofta förlita sig på hjälp från människorättsorganisationer, gärningsmännen förmår sällan inse skadan eller vidsträcktheten i brotten, offren är ofta reviktmiserade, och dess våldsverkare tillhör vanligen flera olikartade organisationer som inte uppenbart har gemensam agenda.

## Effekter
Statsorganiserad brottslighet leder till fragmentisering av statens verkställande, dömande och lagstiftande makt, i och med att en av statens grundläggande funktioner är dels att definiera vilka handlingar som är brottsliga, dels att straffa överträdelser, dels att avskräcka från att begå brott och förmå medborgarna att vilja leva laglydigt.